# محمد صلاح (جندي)
محمد صلاح إبراهيم (1 كانون الثاني/يناير 2001 في عين شمس – 03 حزيران/يونيو 2023 في معبر نيتسانا) كان جنديًا مصريًا اشتهر بتنفيذه عملية في يونيو/حزيران 2023 عند نقطة حراسة إسرائيلية قرب معبر نيتسانا (معبر العوجة)، ما أسفر عن مقتل ثلاثة جنود إسرائيليين. تحوّل محمد صلاح عقبَ عمليّته إلى أيقونة شعبية في مصر، مثلما حصل مع سليمان خاطر من قبل.

## الحياة المُبكّرة
وُلد محمد صلاح في عام 2001 في منطقة عين شمس شمال شرق محافظة القاهرة، ونشأ في أسرة متواضعة وكان يعولها مع شقيقه الأكبر محمود بعد وفاة والده في حادث سير. لم يُكمل صلاح تعليمه الثانوي، حيث توقَّفت مسيرته التعليمية عند الشهادة الإعدادية، لكنه كان يجيد القراءة والكتابة. كان محمد صلاح معروفًا بحبه للرسم والسفر، وكان أصدقاؤه يلقبونه بالرسام.

## المسيرة العسكرية
بدأ محمد صلاح فترة التجنيد الإلزامي في حزيران/يونيو 2022 بقطاع الأمن المركزي في الشرطة المصرية، وهو القطاع الذي يلتحق به عادة المجنّدون من غير حملة الشهادات الدراسية. قضى صلاح فترة تجنيده الإلزامي في محافظة شمال سيناء وبقيت له مدة خدمة تزيدُ على سنة ونصف السنة قبل العمليّة.

## العملية
نفذ محمد صلاح في حزيران/يونيو 2023 عملية عند نقطة حراسة إسرائيلية قرب معبر العوجة، حيث تبادل إطلاق النار مع الجنود الإسرائيليين فقتل ثلاثة منهم قبل أن يُقتل هو الآخر خلال اشتباكٍ مسلّحٍ مع جنود آخرين. أعلنت السلطات الإسرائيلية أنّ «محمد صلاح تبادل إطلاق النار أثناء مطاردته لمهربي مخدرات» وتناقلت بعضٌ من وسائل الإعلام المصريّة هذه الأخبار. رغم ذلك فقد تحوّل صلاح إلى رمز شعبي ضد التطبيع مع إسرائيل. طالبت عددٌ من الشخصيات المصريّة تكريم الراحل واعتباره بطلًا شعبيًا، أمّا على الجانب الإسرائيلي فقد طالب رئيس الوزراء بنيامين نتنياهو بإجراء تحقيق مشترك وشامل مع مصر بشأن الحادث.